# The Hirsel

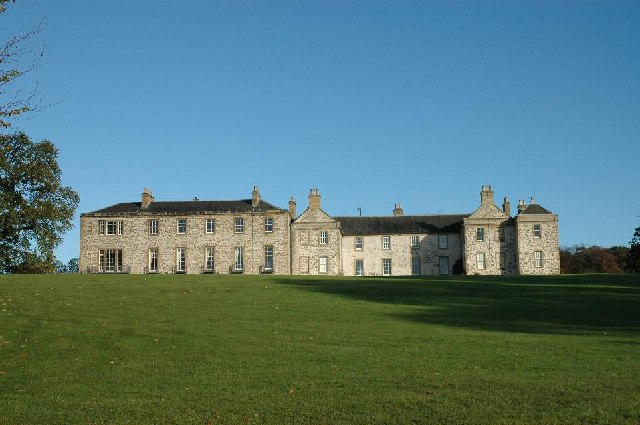
The Hirsel

The Hirsel ist ein Herrenhaus in Schottland. Es liegt nahe der Ortschaft Coldstream in der Council Area Scottish Borders am rechten Ufer des Leet Water. 1971 wurde das Bauwerk in die schottischen Denkmallisten in der höchsten Denkmalkategorie A aufgenommen. Das Gesamtanwesen ist im schottischen Register für Landschaftsgärten verzeichnet. In fünf von sieben Kategorien wurde das höchste Prädikat „herausragend“ verliehen.

## Geschichte
Im Jahre 1611 erwarb Alexander Home, 1. Earl of Home Das Anwesen von John Ker. Stammsitz der Earls of Home war Hume Castle, das um 1650 von Truppen Oliver Cromwells geschleift wurde. Vermutlich erbauten die Earls bereits vor diesem Ereignis einen Landsitz auf The Hirsel. Die ältesten Reste des heutigen Herrenhauses stammen aus der ersten Hälfte des 17. Jahrhunderts.
Vermutlich ließ Alexander Home, 7. Earl of Home das Gebäude um 1706 erstmals erweitern. Sein Sohn William Home, 8. Earl of Home beauftragte 1739 den schottischen Architekten William Adam mit einer umfassenden Erweiterung. 1750 existierten auch die wesentlichen Elemente der umgebenden Parkanlagen und der Gärten bereits. Im Laufe des 19. Jahrhunderts wurde The Hirsel dreimal umgebaut; 1851 durch William Burn, 1858 durch David Bryce sowie zwischen 1898 und 1905 durch James Campbell Walker. 1948 wurde auf dem Anwesen ein Golfplatz eingerichtet. Seit den 1950er Jahren sind Teile der Anlagen der Öffentlichkeit zugänglich. Als 14. Earl of Home war The Hirsel Heimat des britischen Premierministers Alec Douglas-Home, der später zum Baron Home of the Hirsel erhoben wurde. Bis heute ist The Hirsel Sitz der Earls of Home.

## Beschreibung
The Hirsel liegt rund einen Kilometer nordwestlich von Coldstream. Das längliche, aus grauem Stein erbaute Herrenhaus ist georgianisch ausgestaltet. Die Überarbeitung im viktorianischen Stil wurde zwischenzeitlich weitgehend beseitigt. Der älteste Teil des Herrenhauses befindet sich am Südostende. Er ist über einen langen Flügel mit dem heutigen Hauptteil verbunden. An seiner Südwestseite erhebt sich ein quadratischer Turm.